# Happn
 (juillet 2019).
happn (prononcé en anglais : [ˈhæpən]) est une Application de rencontre en ligne, initialement basée sur la géolocalisation en temps réel. Elle permet à ses utilisateurs de retrouver en ligne les autres membres de happn croisés dans la journée. Deux utilisateurs doivent être géolocalisés à moins de 250 mètres l'un de l'autre pour que l'application propose de les mettre en contact. Il s'agit donc de mettre en relation des personnes qui se croisent dans leur quartier ou leurs lieux de vie et de travail, et qui n'auraient pas osé s'aborder. Le service est gratuit dans sa version de base, mais l'application commercialise des options supplémentaires payantes.

## Historique
En 2013, les frères Antony et Fabien Cohen créent l'application Whoozer, qui préfigure happn. L'application peinant à trouver son public, les deux entrepreneurs se rapprochent de Didier Rappaport, à l'origine du développement de Dailymotion. Didier Rappaport accepte d'en prendre la direction à condition que l'application change de crédo. L'application de rencontres happn est créée en février 2014. L'entreprise, basée à Paris, compte six employés à son lancement et atteint un million d'utilisateurs lors de sa première année.
happn a d'abord été lancée en France, puis en Royaume-Uni, aux États-Unis et en Espagne en 2014, puis en Australie, Argentine, Italie, Brésil, Norvège, Pays-Bas, Suède, Turquie, Danemark, Belgique, Canada, Chili en 2015, et enfin en Inde, en 2016.[réf. nécessaire]
En septembre 2018, lancement de la Map, fonctionnalité qui permet aux utilisateurs de visualiser les personnes croisées en naviguant sur une carte.
Le nombre d'inscrits reste stable entre 2018 et février 2019 : une cinquantaine de millions d'utilisateurs sont alors inscrits dans une quarantaine de pays du monde, dont près de quatre millions en France et près d'un million à Paris,. L'entreprise emploie alors plus de cent personnes.
En juillet 2021, Didier Rappaport est mis à la porte par les fonds d'investissement à la suite d'un article de Mediapart mettant en avant des faits de harcèlements sexuels et moraux présumés envers ses salariés (70 témoignages de salariés actuels et passés de l'entreprise).
En juin 2023, l'application opère une refonte de son identité visuelle et de son application,.
En 2024, Rothschild & Co est mandaté pour trouver un repreneur.

## Fonctionnement
Si la position géographique de deux utilisateurs et/ou utilisatrices se trouve dans le même rayon, happn établit un croisement. La technologie de géolocalisation et de croisement de l'application s'adapte intelligemment à l’emplacement des célibataires[source secondaire souhaitée] et l'application ne révèle jamais la localisation exacte d'un ou une utilisateur/utilisatrice à un(e) autre[source secondaire souhaitée].
Il est également tout à fait possible pour les utilisateurs et utilisatrices d’utiliser happn sans activer la localisation et de l’utiliser comme une application de rencontre sans géolocalisation.
En avril 2023, happn dévoile sa fonctionnalité "Ready to date".
Depuis juin 2023, les célibataires peuvent également utiliser la fonctionnalité Crushpoints. Cette nouvelle fonctionnalité permet aux célibataires d’ajouter à leur profil, une sélection de lieux, répartis en 6 catégories.  

## Données économiques et financières
Une levée de fonds de 8 millions de dollars a lieu en 2015.
Rentable depuis 2019, Happn atteint pour l'exercice 2023 un chiffre d'affaires de 37 millions d'euros et un EBITDA d'environ 5 millions d'euros.

## Controverses
Le 2 février, UFC-Que Choisir saisit la CNIL pour qu'elle contrôle les traitements des données d'Happn. En effet, une étude menée par la  société norvégienne Forbrukerradet avait relevé des pratiques non respectueuses de la vie privée et de la protection des données. D'après cette étude, Happn transférait certaines données personnelles à une société américaine appelée Upsight (spécialisée dans le marketing et l'analyse de données). De plus, étant donné que la CJUE avait annulé le Safe Harbor, les entreprises devaient trouver d'autres moyens légaux pour transmettre des données au-delà de l'océan, ce qu'Happn n'avait pas fait dans les délais impartis (31 janvier 2015). De plus, la persistance des cookies sur les dispositifs des utilisateurs semblait problématique à l'association UFC, qui doutait de la transparence de l'application quant à la collecte et au traitement des données, même après la désinstallation.
En réponse aux doutes soulevés par l'UFC-Que Choisir, le cofondateur de Happn Didier Rappaport expliquait dans une interview à la revue Challenges le 2 février 2016 que l'application ne partageait aucune information personnelle des utilisateurs, à l'exception de celles visibles publiquement sur les profils. Il réfutait les allégations selon lesquelles les coordonnées des utilisateurs seraient transmises à des tiers, qualifiant cette affirmation de fausse. Il précisait que le fichier (cookie) en question, un fichier passif, servait uniquement à éviter les doublons dans la base de données lors de la réinstallation de l'application. Ce fichier ne pouvait en aucun cas transmettre des informations à des tiers, y compris à Happn, sauf lors de la réinstallation, justifiant cela par la fréquence à laquelle les utilisateurs installaient et désinstallaient de l'application.
L’application s’est vue reprocher par ailleurs un manque de protection des données personnelles et le risque de piratage important. Elle a révélé des failles permettant aux hackers d’accéder aux photos de profil, aux messages et aux «tokens» d’identification Facebook (utilisés pour se connecter rapidement et sans vérification) leur facilitant la prise de contrôle du compte sans que l’utilisateur n’en soit conscient. Il est même possible de remplacer un jeton d’authentification valide par celui d'un autre compte pour pirater les données privées. En effet, lors de l’authentification par « token », un transfert est réalisé entre l’application et Facebook, et si le réseau Wi-Fi est défectueux ou non protégé, il est possible pour le pirate d’intercepter le jeton, de créer un compte sur l’application pour en obtenir un similaire et les intervertir. Il pourra alors récupérer une manne importante de données.
Sa protection des transferts de données entre l’application, le téléphone de l’utilisateur, et le serveur, a aussi été dénoncée. En effet, une grande partie ne sont pas protégés ou trop peu. Ainsi, certaines conversations, certains enregistrements audios et vidéos, voire certaines photos sensibles circulent sans même être cryptées. Les liens vers d’autres services peuvent également être interceptés par les pirates via des outils de capture de paquets de réseau (Packet Capture) et donner accès aux comptes d’autres applications/services de l’utilisateur (comptes Spotify, Deezer, TikTok…). De plus, Happn stocke une grande quantité de données directement sur l’appareil de l’utilisateur (profil, informations de profil, caches de photos), renforçant les risques de piratage en cas d’outil défectueux ou de connexion à un réseau non protégé. Ces failles multiples ouvrent la possibilité à des pratiques dangereuses (cyberharcèlement, revenge porn, doxing…), parfois même dans «le monde réel». Une des informations les plus précises que l’on peut obtenir par piratage d’un compte est la géolocalisation intégrée dans désormais une majorité d’applications, dont Happn, permettant de retracer les déplacements de l'utilisateur, son adresse personnelle et professionnelle voire sa position en temps réel à l’aide d’une triangulation.

## Divers
Les lieux de grand passage, comme le quartier de la Défense à Paris, sont ceux qui permettent la génération du plus grand nombre d'interactions.